# Leucocroton obovatus
Leucocroton obovatus är en törelväxtart som beskrevs av Ignatz Urban. Leucocroton obovatus ingår i släktet Leucocroton och familjen törelväxter. Inga underarter finns listade i Catalogue of Life.